# South Bay (Isola Doumer)
South Bay è una baia larga 1,7 km che si estende per 2,8 km tra capo Kemp e punta Py sulla costa sud-occidentale dell'isola Doumer nell'arcipelago Palmer in Antartide. Fu scoperta dalla spedizione britannica nella Terra di Graham nel febbraio 1935 e così chiamata per la sua posizione sull'isola.
Sulla riva della baia si trova la stazione estiva Yelcho amministrata dall'Istituto Antartico Cileno..

## Conservazione
La parte orientale della baia è stata designata come Area Specialmente Protetta dell'Antartide (codice ASPA 146) per proteggerla da interferenze accidentali vista che è stata scelta come area oggetto di un programma di ricerca sull'ecologia marina a lungo termine.